# Laetitia (zeiță)

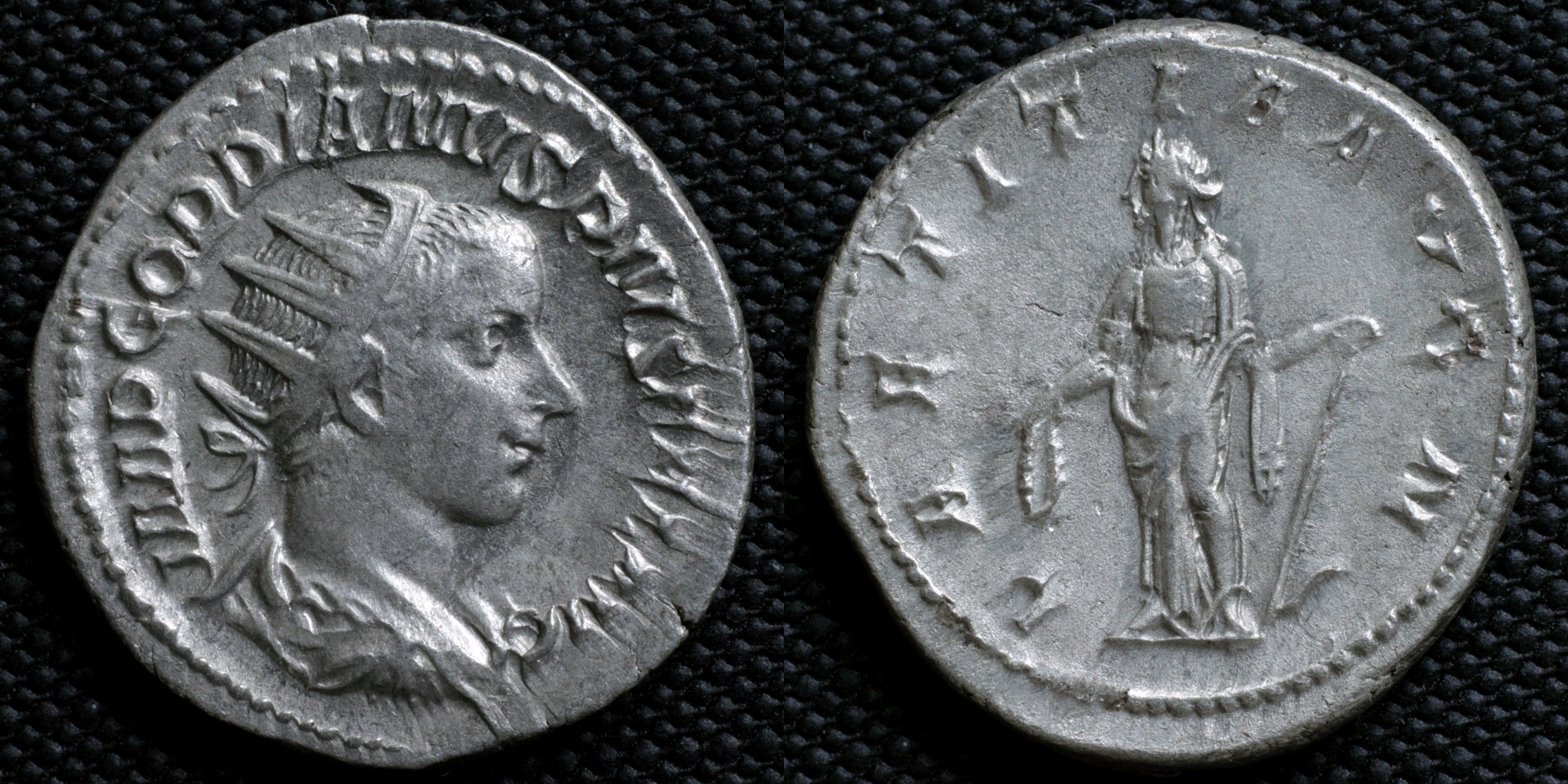
Monedă romană cu Laetitia.

Laetitia era o zeiță minoră a veseliei în mitologia romană.
Asteroidul 39 Laetitia îi poartă numele.